# Ockwells Manor House

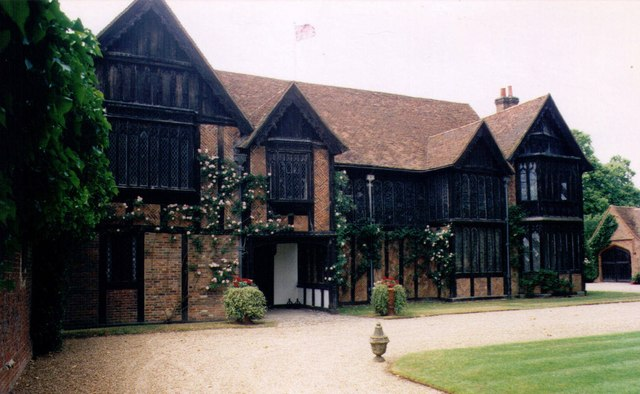
Ockwells Manor House 1999

Ockwells Manor House ist ein Herrenhaus in der Gemeinde Cox Green bei Maidenhead in der ehemaligen englischen Grafschaft Berkshire (heute. Windsor and Maidenhead). Das Fachwerkhaus aus dem 15. Jahrhundert ist ein frühes Beispiel für ein unbefestigtes Herrenhaus; Nikolaus Pevsner nennt es „feinste und kultivierteste Fachwerk-Herrenhaus in England“. Man findet dort eine Reihe großartiger zeitgenössischer Glasfenster mit heraldischen Motiven. Viele seiner Ortgänge und anderer außenliegender Holzteile sind reich verziert und geschnitzt. Die Fachwerkstruktur ist mit Fischgrätenmauerwerk gefüllt.
Die Grundherrschaft wurde ursprünglich 1283 an Richard le Norreys, den Chefkoch von Königin Eleanor, verlehnt. Sie wurde dann in der Familie Norreys weitervererbt und war schließlich in Besitz von Sir John Norreys Esq., Keeper of the Wardrobe von König Heinrich VI., der das Herrenhaus 1446 neu bauen ließ.

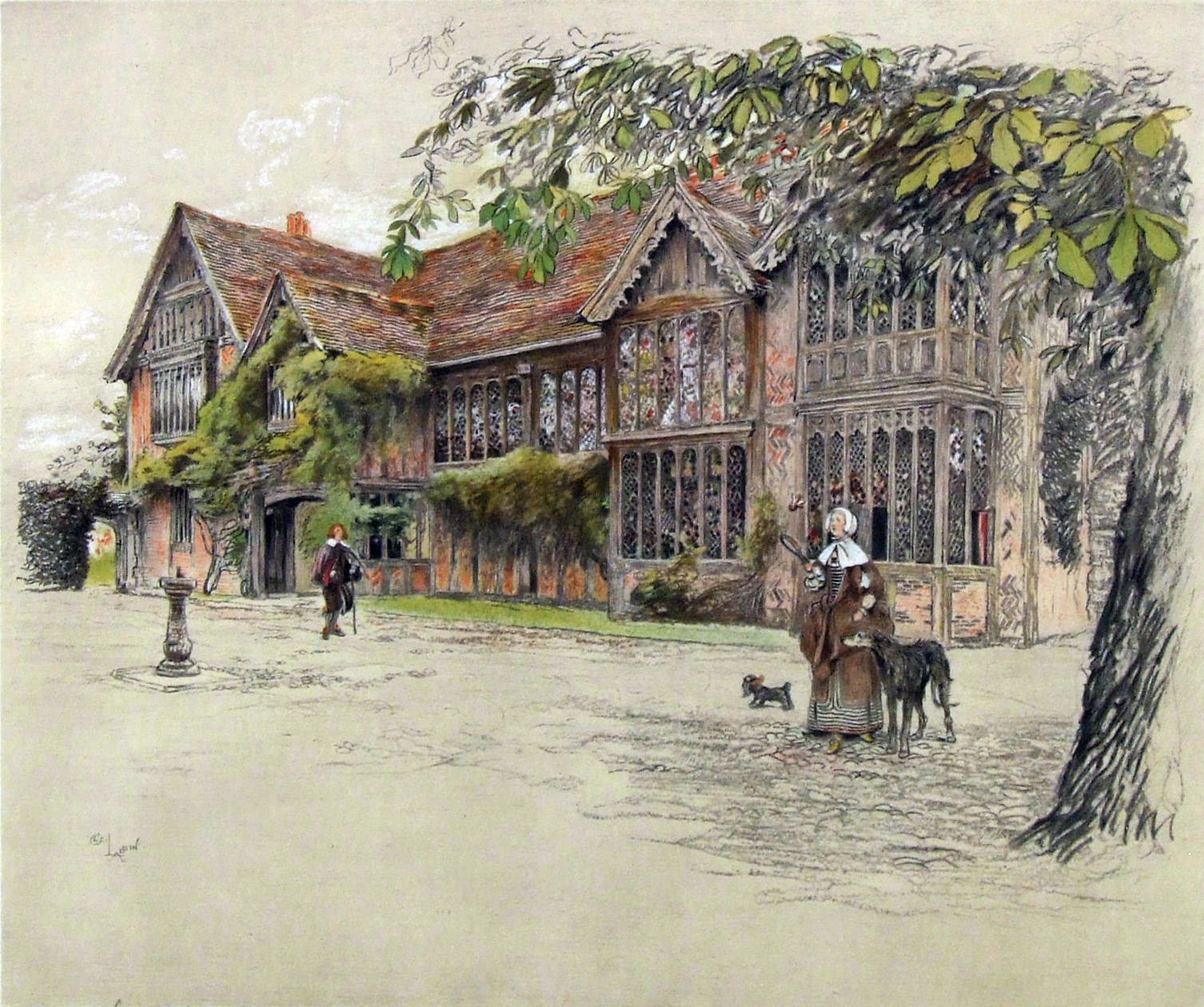
Ockwells Manor, kolorierte Lithografie von Cecil Aldin

In die Fenster des Rittersaals ließ Sir John wundervolle Buntglasscheiben einsetzen, auf denen stolz die Verbindungen des Hauses Lancaster durch die Wappen seiner Freunde bei Hofe dargestellt sind:
- König Heinrich VI.
- Königin Margarete
- Henry de Beauchamp, 1. Duke of Warwick
- Edmund Beaufort, 1. Duke of Somerset
- John de la Pole, 2. Duke of Suffolk
- Richard Beauchamp, der Bischof von Salisbury
- James Butler, 5. Earl of Ormond und 1. Earl of Wiltshire
- Sir John Wenlock, Baron Wenlock
- Baron Mortimer of Chirk
- Sir William Laken
- Sir Richard Nanfan
- Sir John Longford
- John Purye
- Richard Bulstrode
- die Abingdon Abbey

Die Familie Norreys lebte dort bis 1517. Dann musste Sir Johns Enkel, ebenfalls John Norreys, seine Ländereien im Gegenzug für ein Pardon aufgeben, nachdem er einen gewissen John Enhold aus Nettlebed ermordet hatte. Ockwells Manor House gehörte dann Sir Johns Onkel, Sir Thomas Fettiplace. Das Anwesen wurde dann in der Familie Fettiplace vererbt und fiel schließlich an die Familie Day.

## Bemerkungen
1. ↑  Entweder Eleonore von Kastilien (1241–1290) oder Eleonore von der Provence (1223–1291).